# Egy különleges ember éve
Az Egy különleges ember éve (eredeti cím: The Year of Spectacular Men) 2017-ben bemutatott amerikai dráma filmvígjáték, amelyet elsőfilmes rendezőként Lea Thompson rendezett. A főbb szerepekben Thompson lányai, Madelyn Deutch és Zoey Deutch látható. Thompson férje, Howard Deutch producerként működött közre.
A film világpremierje 2017. június 16-án volt a LA Filmfesztiválon. A MarVista Entertainment 2018. június 15-én mutatta be a mozikban, digitális HD és Video on Demand szolgáltatásokon keresztül.

## Cselekmény
A film nyitójelenetében öt különböző férfi mondja el véleményét Izzy Kleinről. Sabrina, a sikeres hollywoodi színésznő testvére, arra ösztönzi, hogy fejezze be tanulmányait, majd tartson egy kis szünetet.
Izzy a barátja, Aaron New York-i lakásában beszél neki Sabrina ajánlatáról, de a fiú nem támogatja, sőt hamar feldühödik. Féltékeny és bizonytalan, úgy érzi, hogy Izzy elutazása a testvérével ugyanolyan árulás, mint amikor a saját zenekara hagyta őt cserben. Izzy végül elmegy, összepakolja a holmiját, és Sabrina hotelszobájába költözik. Reggel Sabrina teljesen szétesve találja Izzyt a hotelszoba kaotikus sarkában, és felajánlja, hogy költözzön hozzájuk Los Angelesbe, de csak akkor, ha rendet tart maga után.
Izzynek le kell vizsgáznia egy Shakespeare-jelenetből, hogy megszerezze a diplomáját. Egy Ross nevű színházi mellékszakos hallgatóval osztják be munkára, akihez Izzy vonzódik, de a fiú látszólag észre sem veszi őt. A lányok édesanyja, Deb, elmegy Izzy diplomaosztójára, majd elmennek ebédelni Amythysttel, Deb fiatal „léleksétáltató” társával. Amythyst nem sokkal idősebb Izzy-nél, vegán, jógázik, és nemrég elvitte Debet egy spirituális elvonulásra. Deb nyíltan kritizálja Izzy életét, annak ellenére, hogy Izzy támogatja édesanyja új kapcsolatát.
Los Angelesben Izzy beköltözik Sabrinához és annak barátjához, Sebastianhoz. Elmennek egy buliba, ahol Sabrina szeretné segíteni Izzyt az ismerkedésben és kapcsolatépítésben, de mielőtt erre sor kerülne, Izzy összejön Logannel, Aaron korábbi dobosával. Egy ideig randiznak, míg Logan turnéra nem indul.
Sabrina hazatér egy film promóciós körútjáról, amit Zack Ephronnal csinált. Ezalatt Izzynek több sikertelen meghallgatása is volt, és az ügynöke is ejtette. Ezért bejelenti, hogy végzett, feladja. A következő hónapokat a szobájában tölti, laptopon sorozatokat nézve, teljesen bezárkózva.
Izzy decemberben elmegy megnézni Logan zenekarát, miután visszatérnek a turnéról, és ott szembetalálja magát Aaronnal, akit szintén meghívtak a koncertre. Logan oldalán távozik, de a fiú közli vele, hogy újra összejött az exével. Megviselten elmegy, Aaron pedig követi és összevesznek.
A lányok Karácsonykor találkoznak az anyjukkal Tahoe-tónál, ez az első alkalom, hogy Sabrina találkozik Amythysttel, mivel ő hűséges halott apjuk emlékéhez. Izzy megismerkedik egy síjárőrrel, Mikey-vel, és rábeszéli Sabrinát és Sebastiant, hogy – bár éppen veszekednek a bulvársajtóban megjelent utalások miatt Sabrina és Zack Ephron között – menjenek el vele Mikey-hez egy italra. Mire odaérnek a kocsmába, Deb és Amythyst már ott vannak. Nem sokkal később Deb távozik, így Sabrina – még mindig feldúlt Sebastian miatt – vele megy. Izzy Mikey-val tölti az estét, sokat beszélgetnek, míg Sebastian Amythysttel marad. Másnap reggelre Deb és Sabrina kapcsolata is véget ér.
Izzy Sabrinával tart San Franciscóba egy filmforgatásra, ahol asszisztensként segít. Beszélget a film rendezőjével, Charlie-val, és megoszt vele egy titkot, amit ő és az anyjuk eddig elhallgattak Sabrinától. A következő hónapokban Sebastian virágokat küld Sabrinának, de a lány mindig kidobja őket. Eközben Izzy egyre közelebb kerül Charlie-hoz, de amikor végre kettesben maradnak, kiderül, hogy a fiatal rendező annyira visszahúzódó és félénk, hogy még soha nem volt igazán bensőséges kapcsolata senkivel.
Végül egy virággal együtt érkezik egy képeslap, ami meggyőzi Sabrinát, hogy adjon még egy esélyt Sebastianna. A nővérek visszatérnek Los Angelesbe, Izzy végre nyugodt, optimista érzésekkel tekint a jövőbe.

## Szereplők
| Szerep            | Színész            | Magyar hang     |
| ----------------- | ------------------ | --------------- |
| Izzy Klein        | Madelyn Deutch     | Mórocz Adrienn  |
| Sabrina Klein     | Zoey Deutch        | Gyöngy Zsuzsa   |
| Deb Klein         | Lea Thompson       | Götz Anna       |
| Amythyst Stone    | Melissa Bolona     | Illésy Éva      |
| Charlie Reed      | Nicholas Braun     | Pavletits Béla  |
| Sebastian Bennett | Avan Jogia         | Markovics Tamás |
| Ross Wyatt        | Cameron Monaghan   | Berkes Bence    |
| Logan             | Brandon T. Jackson | Csiby Gergely   |
| Mikey             | Zach Roerig        | Szatory Dávid   |
| Aaron Ezra        | Jesse Bradford     | Király Attila   |
| Seven             | Bob Clendenin      |                 |
| Marg              | Alison Martin      | Zsurzs Kati     |
| Sketch            | Troy Evans         | Faragó András   |
| casting igazgató  | Alec Mapa          |                 |

### Magyar változat
- Magyar szöveg: Gyarmati Ádám
- Hangmérnök és vágó: Hadfi Dezső
- Gyártásvezető: Farkas Márta
- Szinkronrendező: Nikodém Gerda
- Produkciós vezető: Jávor Barbara

A szinkront a Direct Dub Studios készítette el.

## A film készítése
2015 szeptemberében bejelentették, hogy Lea Thompson ezzel a filmmel debütál rendezőként, amelyben színésznő lányai, Madelyn Deutch és Zoey Deutch is szerepelnek. A forgatás még abban a hónapban megkezdődött Los Angelesben, New Yorkban, Tahoe-tónál és San Franciscóban.
A filmet a Parkside Pictures és a Tadross Media Group készítette. A producerek Damiano Tucci és Danny Roth (Parkside), valamint Gordon Gilbertson és Howard Deutch, míg a vezetető producerek Michael Tadross Jr. és Christopher Conover voltak. Zoey is részt vett a produceri feladatban.

## Bemutató
Az Egy különleges ember éve című film világpremierje 2017. június 16-án volt a LA Filmfesztiválon, a „LA Muse” szekcióban. A filmet a Twin Cities Filmfesztiválon, az LA Femme Filmfesztiválon és a SCAD Savannah Filmfesztivál 20. évfordulós rendezvényén is bemutatták, valamint 2017 novemberében levetítették a Napa Valley Filmfesztiválon.
2018 januárjában a MarVista Entertainment megszerezte a film forgalmazási jogait. A film bemutatóját 2018. június 15-re tervezték. 2018. június 15-én került a mozikba, digitális HD és Video on Demand szolgáltatásokon keresztül.